# Pavanino Palermitano
Pavanino Palermitano o anche Pavanino da Palermo (Palermo, ... – ...; fl. XV secolo) è stato un pittore italiano forse originario di Palermo ma attivo certamente tra Eboli e Salerno nell'ottavo decennio del XV secolo.

## Biografia
Pavanino Palermitano si è formato con ogni probabilità in terra salernitana nel clima della cultura iberico-marchigiana guardando con attenzione i già affermati Giovanni da Gaeta e Parinetto da Benevento, come dimostra il trittico della Parrocchiale di Castellabate (datato 1472) oppure la Madonna con Bambino del Duomo di Salerno.
Subito dopo l'impresa di Castellabate, Pavanino realizza per la chiesa di San Biagio di Eboli (ma oggi nella chiesa di San Francesco della stessa città) il trittico con la Madonna con Bambino tra i Santi Eustachio e Caterina d’Alessandria, dove egli sembra avvicinarsi e aderire al linguaggio del cosiddetto Maestro della Incoronazione di Eboli, figura alquanto dominante nel panorama artistico salernitano del Quattrocento. Pavanino pare infatti conoscere perfettamente il trittico della Madonna con il Bambino tra San Francesco e Sant'Antonio da Padova, San Lodovico da Tolosa e San Bernardino da Siena che questo anonimo maestro eseguì presumibilmente nel 1460 a Salerno per il convento francescano di Santa Maria della Piantanova.
Del 1499 è un altro trittico, questa volta realizzato dal pittore palermitano per la chiesa di Sant'Andrea di Teggiano (Salerno) e raffigurante la Madonna con i santi Antonio da Padova e Biagio. Di incerta datazione invece sono la Santissima Trinità del Museo Campano di Capua e una Pietà, probabilmente parte centrale di un trittico oggi purtroppo smembrato.

## Opere
Il corpus delle opere di Pavanino Palermitano è così di seguito parzialmente ricostruito:
| Titolo                                                             | Titolo                                                             | Oggetto                                    | Dimensione     | Datazione            | Localizzazione                                                                           |
| ------------------------------------------------------------------ | ------------------------------------------------------------------ | ------------------------------------------ | -------------- | -------------------- | ---------------------------------------------------------------------------------------- |
| Pietà                                                              | Pietà                                                              | Tavola (scomparto centrale di un trittico) | 88 x 55 cm     | 1470 ca. - 1480 ca.  | Bergamo, ? [già mercato antiquario]                                                      |
| Trittico di Castellabate                                           | Madonna con Bambino in trono                                       | Tavola (scomparto centrale)                | -              | 1472                 | Castellabate (Salerno), Basilica pontificia di Santa Maria de Gulia                      |
| Trittico di Castellabate                                           | San Giovanni Evangelista                                           | Tavola (scomparto laterale)                | -              | 1472                 | Castellabate (Salerno), Basilica pontificia di Santa Maria de Gulia                      |
| Trittico di Castellabate                                           | San Pietro                                                         | Tavola (scomparto laterale)                | -              | 1472                 | Castellabate (Salerno), Basilica pontificia di Santa Maria de Gulia                      |
| Trittico di Castellabate                                           | Crocifissione                                                      | Tavola (cimasa centrale)                   | -              | 1472                 | Castellabate (Salerno), Basilica pontificia di Santa Maria de Gulia                      |
| Trittico di Castellabate                                           | Angelo annunziante                                                 | Tavola (cimasa laterale)                   | -              | 1472                 | Castellabate (Salerno), Basilica pontificia di Santa Maria de Gulia                      |
| Trittico di Castellabate                                           | Maria Vergine annunciata                                           | Tavola (cimasa laterale)                   | -              | 1472                 | Castellabate (Salerno), Basilica pontificia di Santa Maria de Gulia                      |
| Madonna con Bambino                                                | Madonna con Bambino                                                | Tavola                                     | -              | -                    | Salerno, Duomo                                                                           |
| Madonna con Bambino tra i Santi Eustachio e Caterina d’Alessandria | Madonna con Bambino tra i Santi Eustachio e Caterina d’Alessandria | Tavola (trittico)                          | -              | 1472                 | Eboli, Chiesa di San Francesco [proveniente da: Eboli, Chiesa di SS. Biagio e Eustachio] |
| Madonna con i santi Antonio da Padova e Biagio                     | Madonna con i santi Antonio da Padova e Biagio                     | Tavola (trittico)                          | -              | 1499                 | Teggiano (Salerno), Chiesa di Sant'Andrea                                                |
| http://www.provincia.caserta.it/museocampano/public/sstrinita.jpg  | http://www.provincia.caserta.it/museocampano/public/sstrinita.jpg  | Tavola (trittico)                          | 88,5 x 78,5 cm | Seconda metà XV sec. | Capua, Museo Campano                                                                     |